# Кукобівська сільська рада
Кукобівська сільська рада — адміністративно-територіальна одиниця у Решетилівському районі Полтавської області з центром у c. Кукобівка.
Населення — 683 особи.

## Населені пункти
Сільраді були підпорядковані населені пункти:
- c. Кукобівка
- с. Дмитренки
- с. Долина
- с. Коломак
- с. Кузьменки
- с. Лютівка
- с. Тутаки